# Anzor Lezhava
Anzor Lezhava (in georgiano ანზორ ლეჟავა?, in russo Анзор Лежава?, Anzor Ležava; 3 settembre 1936 – 20 marzo 1997) è stato un cestista sovietico.

## Carriera
Con l'Unione Sovietica ha disputato i Campionati del mondo del 1963, segnando 40 punti in 6 partite.

## Palmarès
- Campionato sovietico: 1

Dinamo Tbilisi: 1967-1968
- Coppa dei Campioni: 1

Dinamo Tbilisi: 1961-1962